# Maximilian Kaller

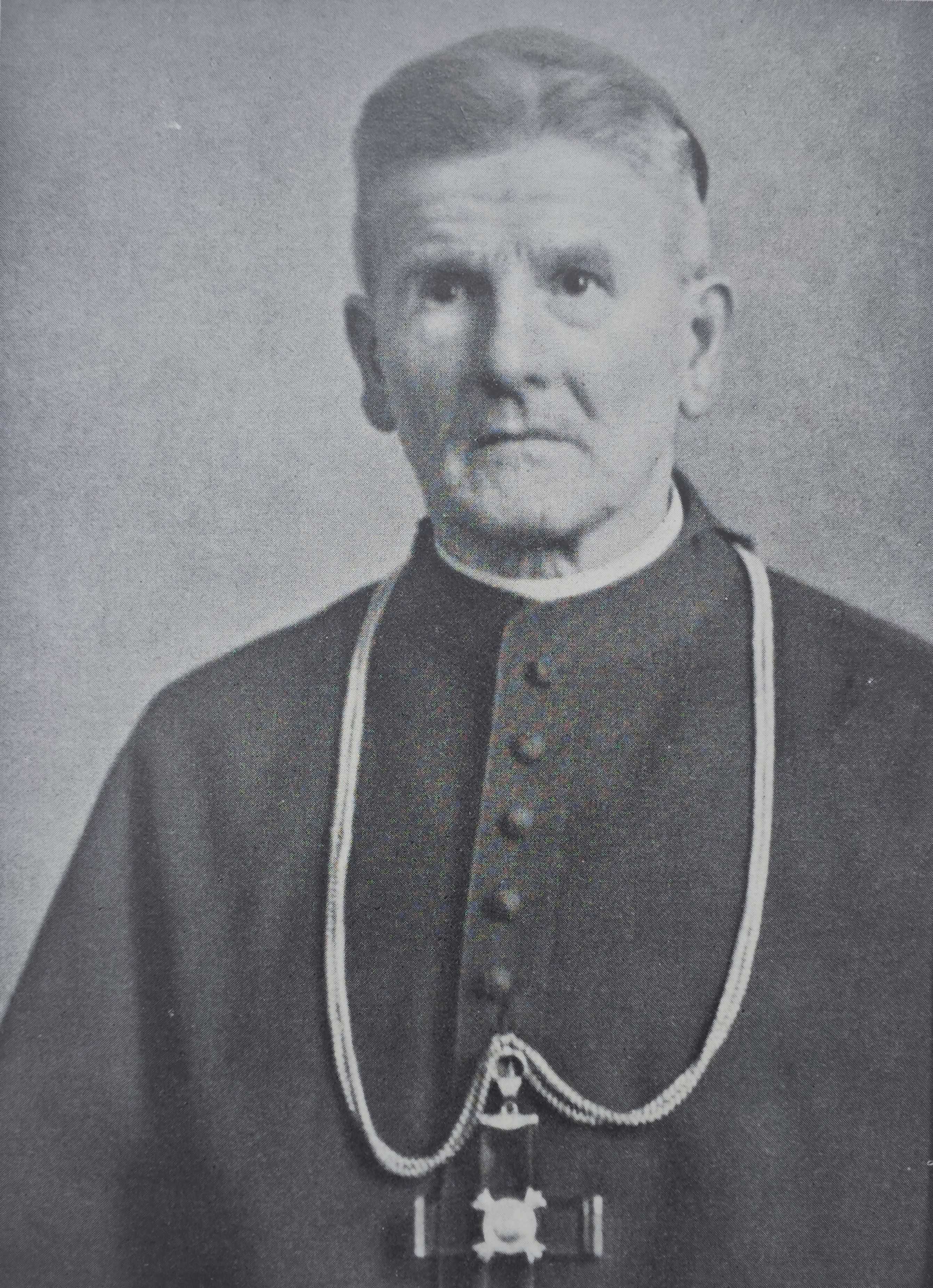
Maximilian Kaller

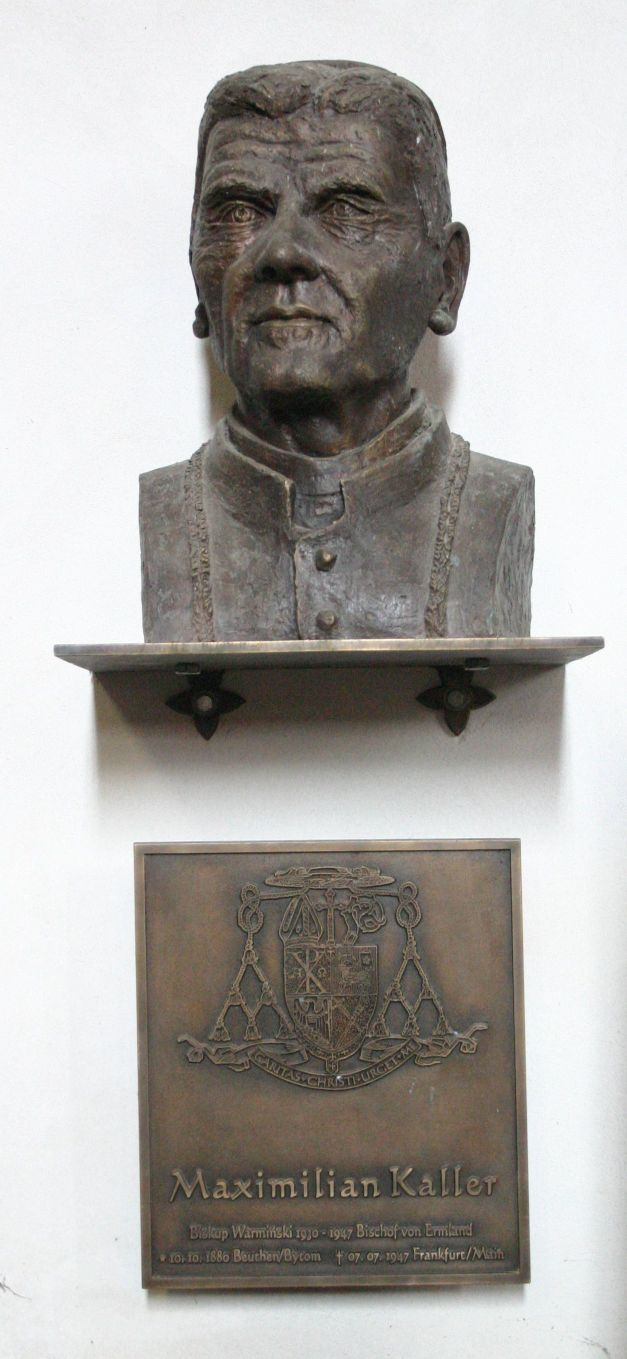
Büste von Maximilian Kaller im Dom von Frauenburg

Maximilian Josef Johann Kaller (* 10. Oktober 1880 in Beuthen, Oberschlesien; † 7. Juli 1947 in Frankfurt am Main) war ein deutscher Theologe und römisch-katholischer Priester.
Von 1930 bis 1947 war Kaller römisch-katholischer Bischof von Ermland in Ostpreußen.

## Leben
Maximilian Kaller war das zweite von acht Kindern einer oberschlesischen Kaufmannsfamilie. 1899 legte er das Abitur ab. Danach begann er seine theologische Ausbildung in Breslau, wo er unter anderem bei Clemens Baeumker, Aloys Schäfer und Max Sdralek studierte. 1903 empfing er ebendort die Priesterweihe. Zunächst war er Kaplan in Groß Strehlitz, seine erste Pfarrstelle trat er als Missionspfarrer der St.-Bonifatius-Kirchengemeinde auf Rügen an.
Ab 1917 war er Pfarrer der Kirchengemeinde St. Michael (Berlin-Mitte). 1926 wurde er zum Administrator der Apostolischen Administratur Schneidemühl ernannt, wo er die Kirche St. Antonius von Padua erbauen ließ.
Kaller war Ehrenmitglied der Katholischen Studentenverbindungen Normannia in Greifswald und Ermland (Warmia) in München im KV.

### Bischof von Ermland
1930 wurde Maximilian Kaller zum Bischof von Ermland konsekriert. Die Bischofsweihe spendete ihm am 28. Oktober 1930 der damalige Apostolische Nuntius beim Deutschen Reich, Cesare Orsenigo; Mitkonsekratoren waren Edward Aleksander Wladyslaw O’Rourke, Bischof von Danzig, und Johannes Hillebrand, Weihbischof in Paderborn. Als bischöflichen Wahlspruch wählte er einen Vers aus dem 2. Brief des Paulus an die Korinther (2 Kor 5,14 ): lateinisch „Caritas Christi urget me“ („die Liebe Christi drängt mich“). Sein Bischofssitz war Frauenburg. 1932 führte er eine Diözesansynode durch, nicht zuletzt um den ermländischen Klerus mit seinen Zielen und Methoden in der Seelsorge vertraut zu machen.
Einige Monate nach der NSDAP-Machtergreifung im Januar 1933 wurde am 20. Juli das Reichskonkordat im Vatikan geschlossen. Kallers Wirken während der NS-Zeit ergibt ein differenziertes Bild. In der Anfangsphase des NS-Staates geriet Kaller mehrfach in Gegensatz zum Regime: So organisierte er Diözesanwallfahrten u. a. nach Dietrichswalde, dem Marienwallfahrtsort aus Anlass der Dietrichswalder Marienerscheinungen der polnischsprachigen Minderheit im Ermland. Kallers Vorgänger Thiel und Bludau hatten eine Teilnahme an derartigen Wallfahrten hingegen stets vermieden. Im September 1934 hielt Kaller die Kirchweihpredigt auf Deutsch und nach der Messe auf Polnisch. Eine im November 1934 auf Polnisch gehaltene Predigt, die mit den Worten „Geliebtes polnisches Volk“ begann, brachte ihm eine Beschwerde des ostpreußischen Gauleiters Erich Koch in Berlin ein.
In einem Hirtenbrief Kallers vom April 1935 heißt es: „Die katholische Kirche Ostpreußens befindet sich zur Zeit in schwerster Bedrängnis. […] Ein Sturmbefehl der SA fordert zum Austritt aus den katholischen Vereinen auf unter Androhung sofortiger Entlassung. Unsere katholische Aktion ist des Hochverrats beschuldigt.“
Die Auseinandersetzung ging im Jahr 1937 weiter, als zum einen Kallers Hirtenwort zur Fastenzeit beschlagnahmt, sowie zum anderen die Druckerei der Ermländischen Zeitung enteignet wurde, nachdem dort 30.000 Exemplare der Enzyklika Mit brennender Sorge von Papst Pius XI. gedruckt worden waren.
Im weiteren Verlauf des Jahres 1937 kam es zu Verhaftungen und Verurteilungen von Geistlichen und Laien des Bistums. Alle katholischen Vereine wurden verboten. Im Fastenhirtenbrief von 1938 sagt Kaller dazu: „Wir sind vogelfrei; andere dürfen uns höhnen und lästern. Wir dürfen kein Wort der Erwiderung bringen. Von Gewissensfreiheit kann nicht mehr die Rede sein.“ Der bischöfliche Sekretär Gerhard Fittkau wurde von der Gestapo in Frauenburg verhört und ihm wurde wegen der Veröffentlichung und Vervielfältigung von Hirtenbriefen die Schreibmaschine konfisziert. Nach mehreren Verhören durch die Gestapo in Königsberg wurde er 1939 aus dem Ermland als „Staatsfeind“ ausgewiesen.
Seit 1939 lässt sich jedoch eine Änderung in Kallers Linie erkennen. Das Regierungspräsidium Allenstein verlangte eine Reduzierung der polnischen Gottesdienste in der Allensteiner Sankt-Jakobus-Kirche, woraufhin Kaller den Erzpriester Hanowski im August 1939 entsprechend anwies: „Hierdurch ordne ich an, daß angesichts der unruhigen gespannten Zeitverhältnisse in allen Städten der Diözese bis auf weiteres von polnischen Predigten und polnischem Gesang Abstand zu nehmen ist.“
Am 25. Januar 1941 erklärte er in einem Hirtenwort ausgesprochen regimetreu: „Wir bekennen uns freudig zur deutschen Volksgemeinschaft und fühlen uns mit ihr untrennbar verbunden in guten wie in trüben Tagen […] In diesem echt christlichen Geist durchleben wir nun auch mit der Teilnahme unseres ganzen Herzens den großen Kampf unseres Volkes um Sicherung seines Lebens und seiner Geltung in der Welt. Mit Bewunderung schauen wir auf unser Heer, das im heldenhaften Ringen unter hervorragender Führung beispiellose Erfolge erzielt hat und weiterhin erzielt. Wir danken Gott für seinen Beistand. Gerade als Christen sind wir entschlossen, unsere ganze Kraft einzusetzen, damit der endgültige Sieg unserem Vaterland gesichert werde. Gerade als gläubige, von der Liebe Gottes durchglühte Christen stehen wir treu zu unserem Führer, der mit sicherer Hand die Geschicke unseres Volkes leitet.“
Am 7. Februar 1945 wurde er von der SS wegen der drohenden Einnahme des Gebietes durch die Rote Armee zwangsweise aus dem Ermland deportiert. Bischof Kaller wurde erst nach Danzig, später nach Stendal und Halle an der Saale ausgewiesen. Er fand dort Zuflucht im Krankenhaus der Grauen Schwestern von der heiligen Elisabeth. Mitte April 1945 wurde Halle von amerikanischen Truppen besetzt. Anfang Juli 1945 zogen die Amerikaner von Sachsen-Anhalt ab, und Halle kam zu der sowjetischen Besatzungszone (SBZ). Am 16. Dezember 1945 spendete er in Eisleben das Sakrament der Priesterweihe an Gerhard Matern in der St.-Gertrud-Kirche.

### Nachkriegszeit

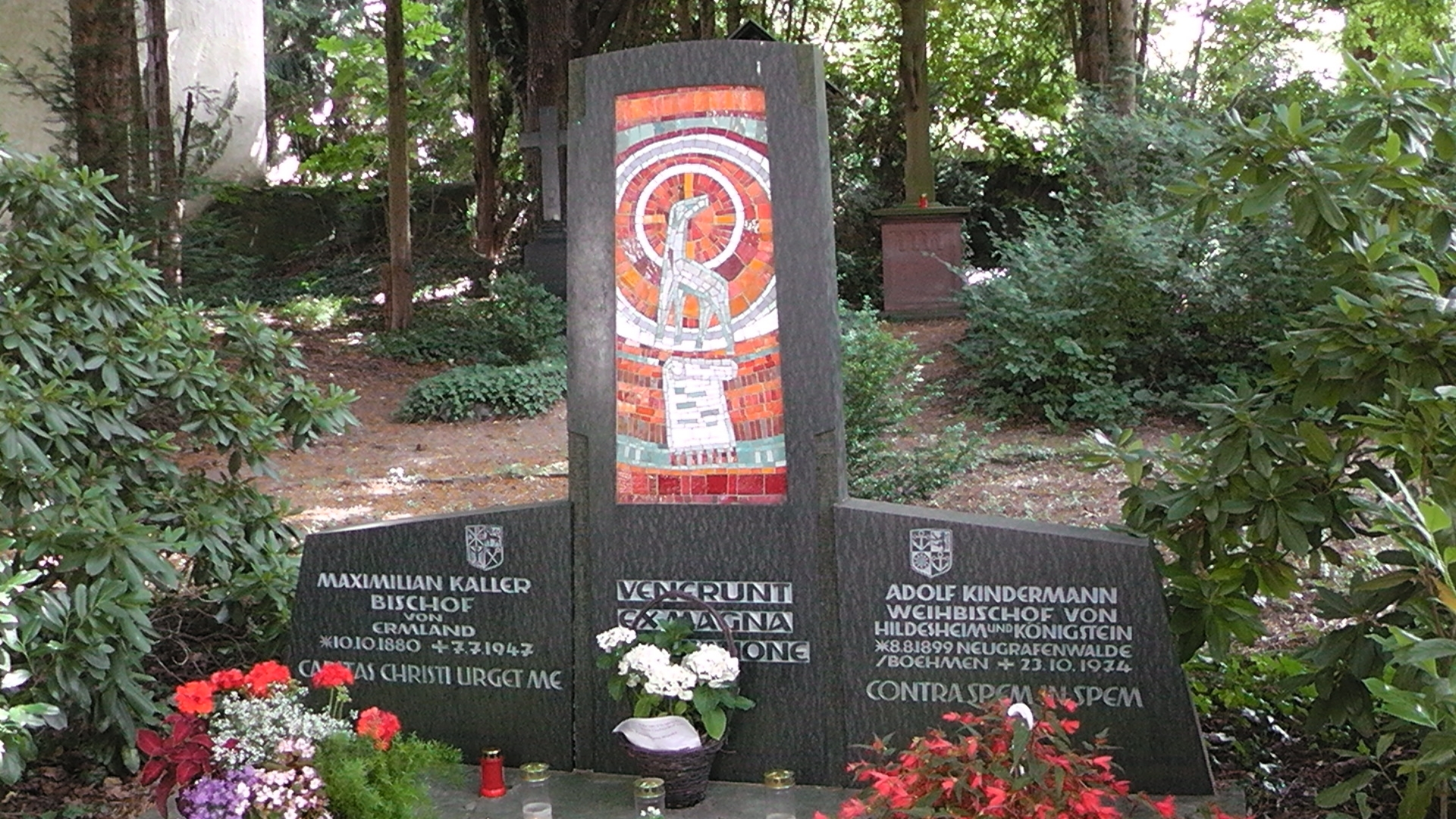
Grab Bischof Maximilian Kallers – zusammen mit demjenigen Bischof Kindermanns auf dem Friedhof der katholischen Kirche in Königstein im Taunus

Bischof Kaller und viele Zivilisten kehrten nach Abflauen der militärischen Kampfhandlungen zurück in das Ermland. Jedoch wurde Kaller vom polnischen Primas Kardinal August Hlond mitgeteilt, der Papst habe ihm die Jurisdiktion entzogen. Er ließ sich danach in Westdeutschland nieder.

### Vertriebenenbischof
1946 wurde er von Papst Pius XII. als Päpstlicher Sonderbeauftragter für die Heimatvertriebenen berufen. Am 7. Juli 1947 starb Bischof Kaller plötzlich an einem Herzinfarkt in Frankfurt am Main. Er wurde am 10. Juli 1947 neben der Pfarrkirche St. Marien in Königstein im Taunus begraben.

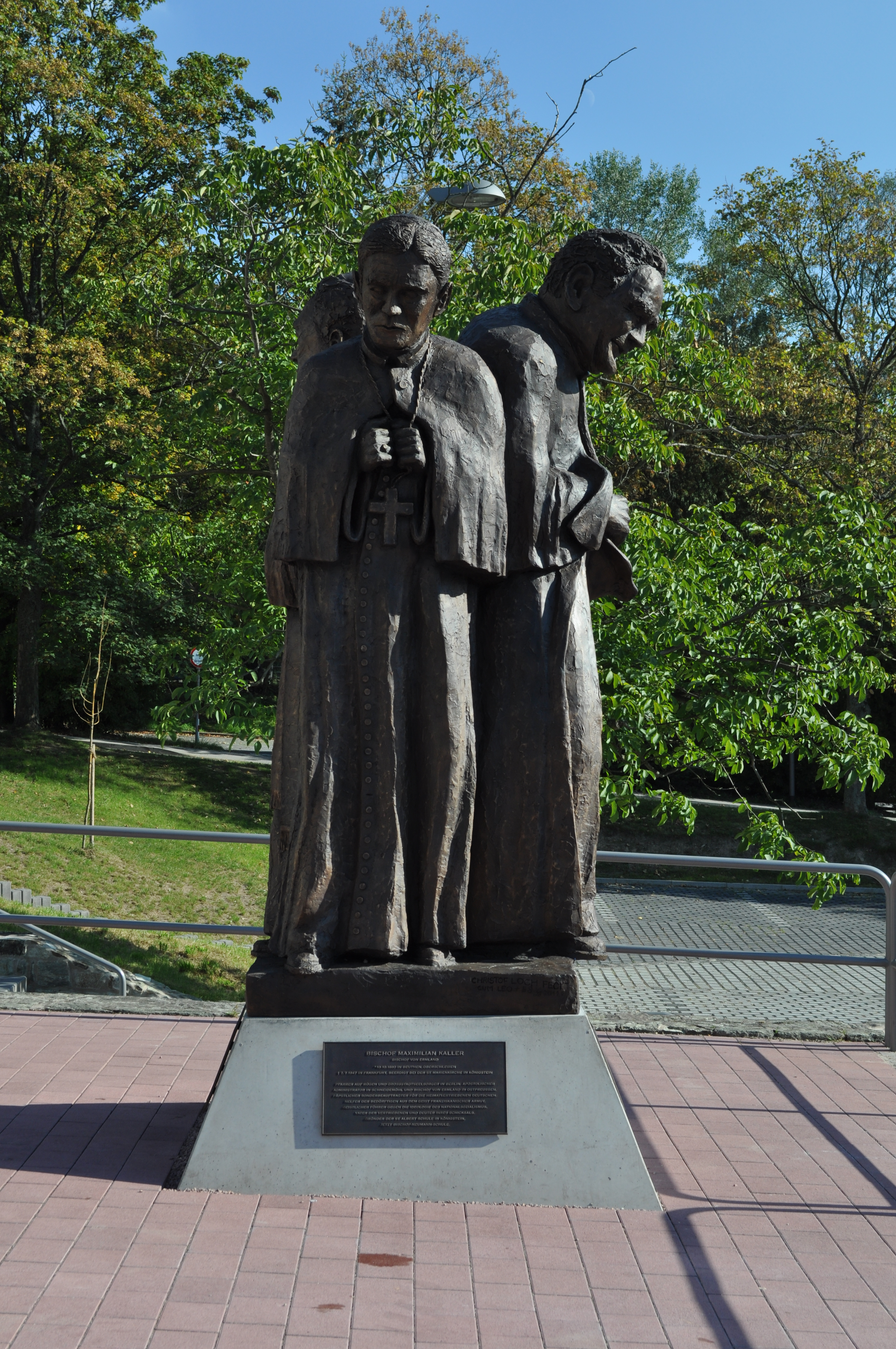
Denkmal für Maximilian Kaller in Königstein im Taunus

## Gedenken und Ehrungen
50 Jahre später wurde eine Erinnerungsfeier zu Ehren Bischof Kallers mit dem heutigen polnischen Bischof von Warmia/Ermland und der Gemeinde aus Deutschland abgehalten. Je eine Büste von Bischof Kaller, die Erika Maria Wiegand im Jahr 1980 schuf, wurde in der Kathedrale Mariä Himmelfahrt und St. Andreas in Frombork und in Deutschland aufgestellt.
Maximilian Kaller ist eine der drei Figuren auf dem Denkmal für die „Königsteiner Kirchenväter“ in Königstein im Taunus. Das Denkmal wurde von Christoph Loch entworfen und am 1. September 2011 eingeweiht.
In Oer-Erkenschwick war das 1954 gegründete Bischof-Kaller-Heim nach ihm benannt, ein Internat für jugendliche Spätaussiedler vor allem aus Polen, ab 1975 auch für jugendliche Bootsflüchtlinge aus Vietnam (heute Kaller-Haus).
Seit den 1950er Jahren bemüht sich die Bischof-Maximilian-Kaller-Stiftung e. V., das Andenken an Bischof Kaller wach zu halten.

## Seligsprechungsverfahren
Am 4. Mai 2003 wurde der Seligsprechungsprozess bei der Wallfahrt der Ermländer in Werl eröffnet.